# Мейр (Ардеш)
Мейр (фр. Mayres, окс. Maires) — коммуна во Франции, находится в регионе Рона — Альпы. Департамент коммуны — Ардеш. Входит в состав кантона Тюэй. Округ коммуны — Ларжантьер.
Код INSEE коммуны — 07153.
Коммуна расположена приблизительно в 490 км к югу от Парижа, в 135 км юго-западнее Лиона, в 40 км к западу от Прива, в долине реки Ардеш.

## Население
Население коммуны на 2008 год составляло 262 человека.
| 1962 | 1968 | 1975 | 1982 | 1990 | 1999 | 2008 |
| ---- | ---- | ---- | ---- | ---- | ---- | ---- |
| 401  | 445  | 409  | 366  | 302  | 258  | 262  |

## Экономика
В 2007 году среди 121 человека в трудоспособном возрасте (15—64 лет) 66 были экономически активными, 55 — неактивными (показатель активности — 54,5 %, в 1999 году было 51,1 %). Из 66 активных работали 57 человек (37 мужчин и 20 женщин), безработных было 9 (3 мужчин и 6 женщин). Среди 55 неактивных 4 человека были учениками или студентами, 37 — пенсионерами, 14 были неактивными по другим причинам.

## Фотогалерея

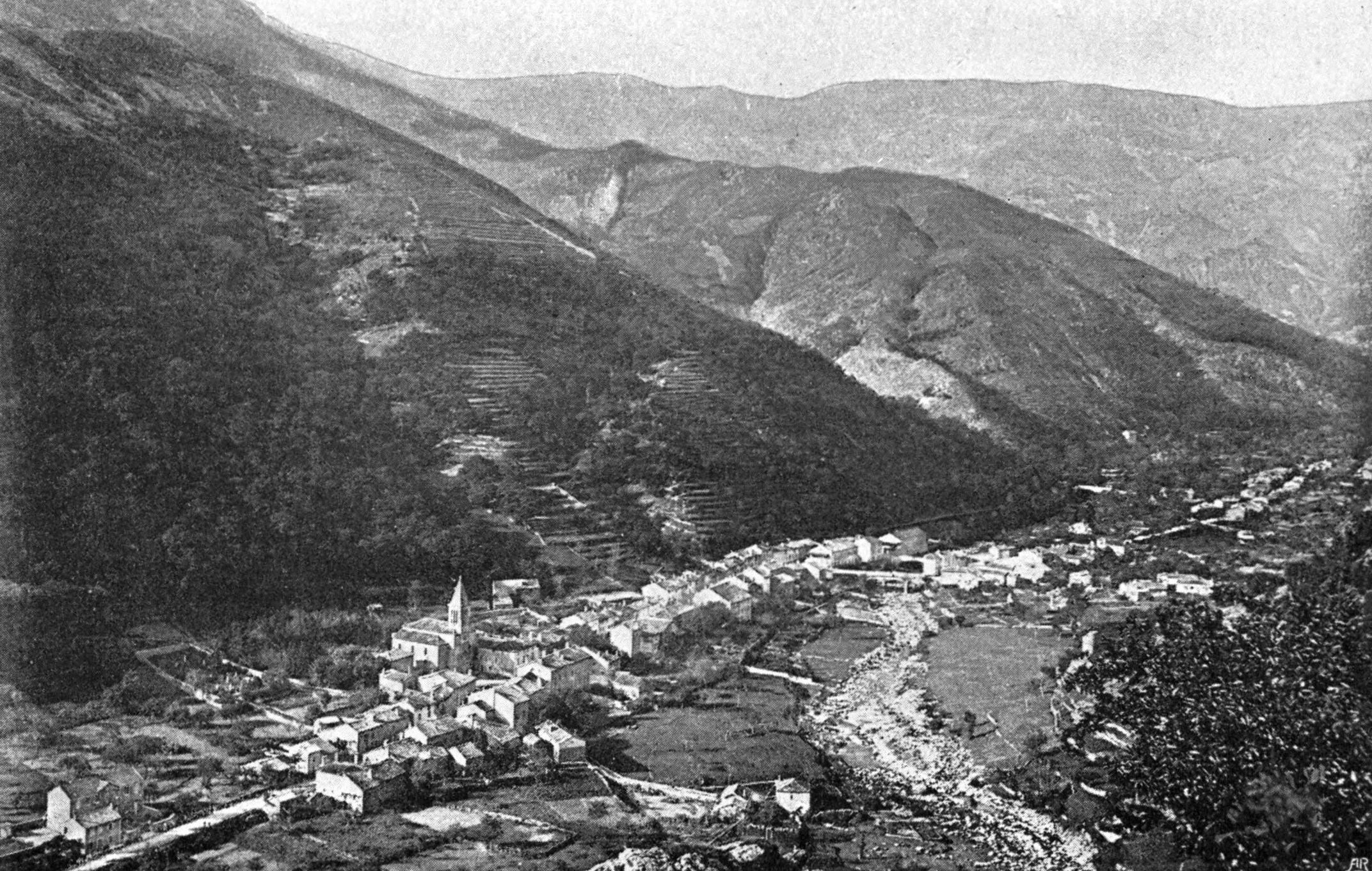
Мейр (1907 год)
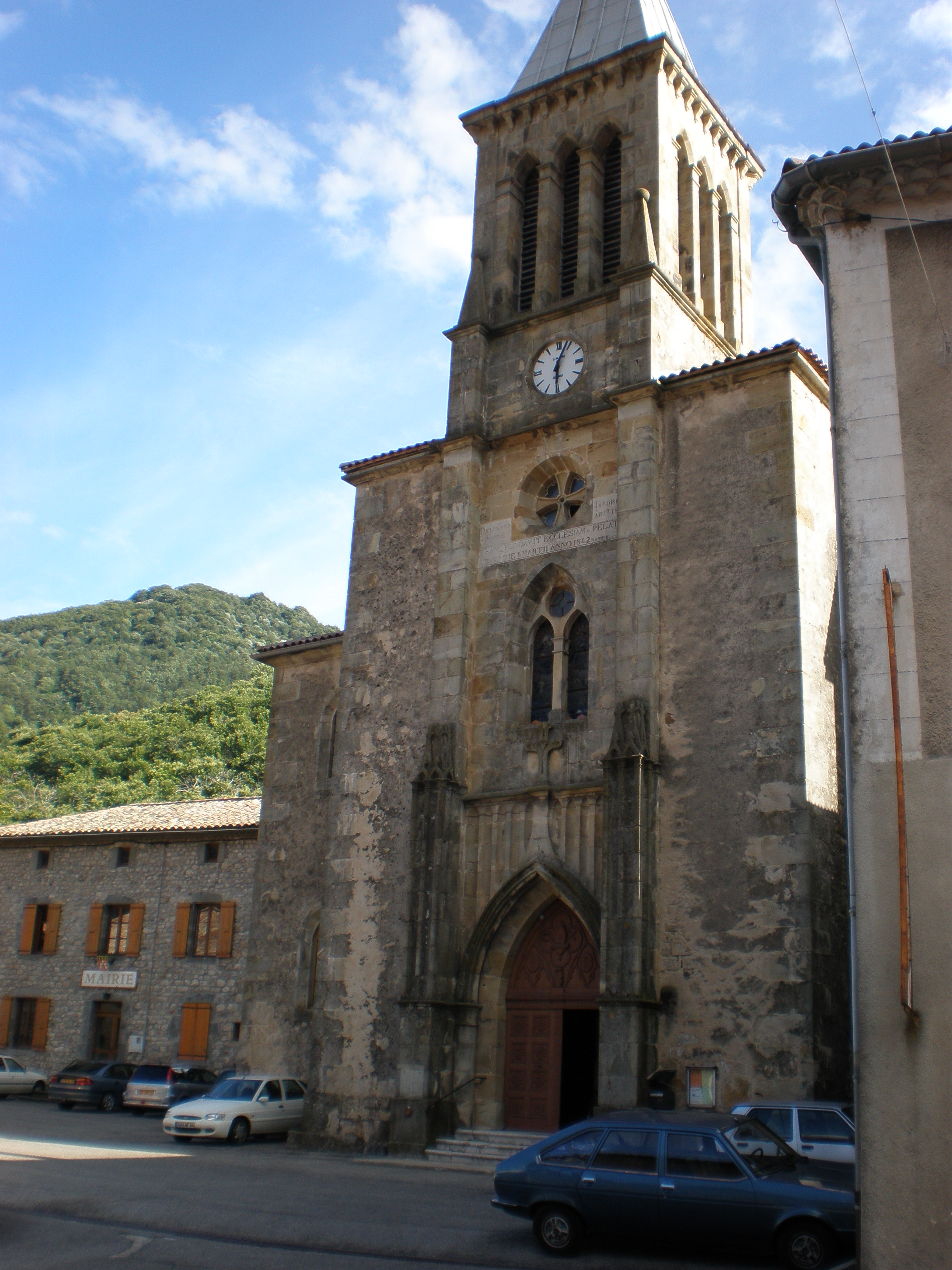
Церковь
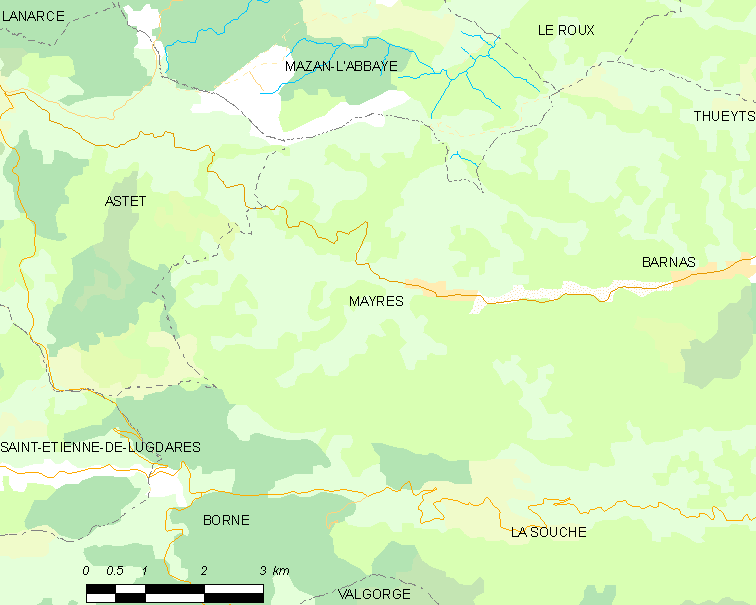
Карта коммуны